# Avenue Joseph-Anoma
Pour les articles homonymes, voir Anoma.
L’avenue Joseph-Anoma est une voie d'Abidjan en Côte d'Ivoire.

## Situation et accès
Elle est située dans le quartier du Plateau à Abidjan nord.

## Origine du nom
Elle rend honneur à l'ancien président de la Grande Chancellerie de l'ordre national de 1960 à 1978, Joseph-Anoma.

## Bâtiments remarquables et lieux de mémoire
L'avenue concentre de nombreux sièges de banques nationales, des sièges ouest-africains de banques internationales, la chambre du commerce et de l'industrie, etc.
liste non complète :
- SGBCI
- Bank of Africa
- Banque Atlantique CI
- NSIA Banque
- Standard Chartered Bank
- Société générale de financement et de participation en Côte d'Ivoire (SOGEFINANCE)
- Caisse d'épargne
- BRS